# Pernil

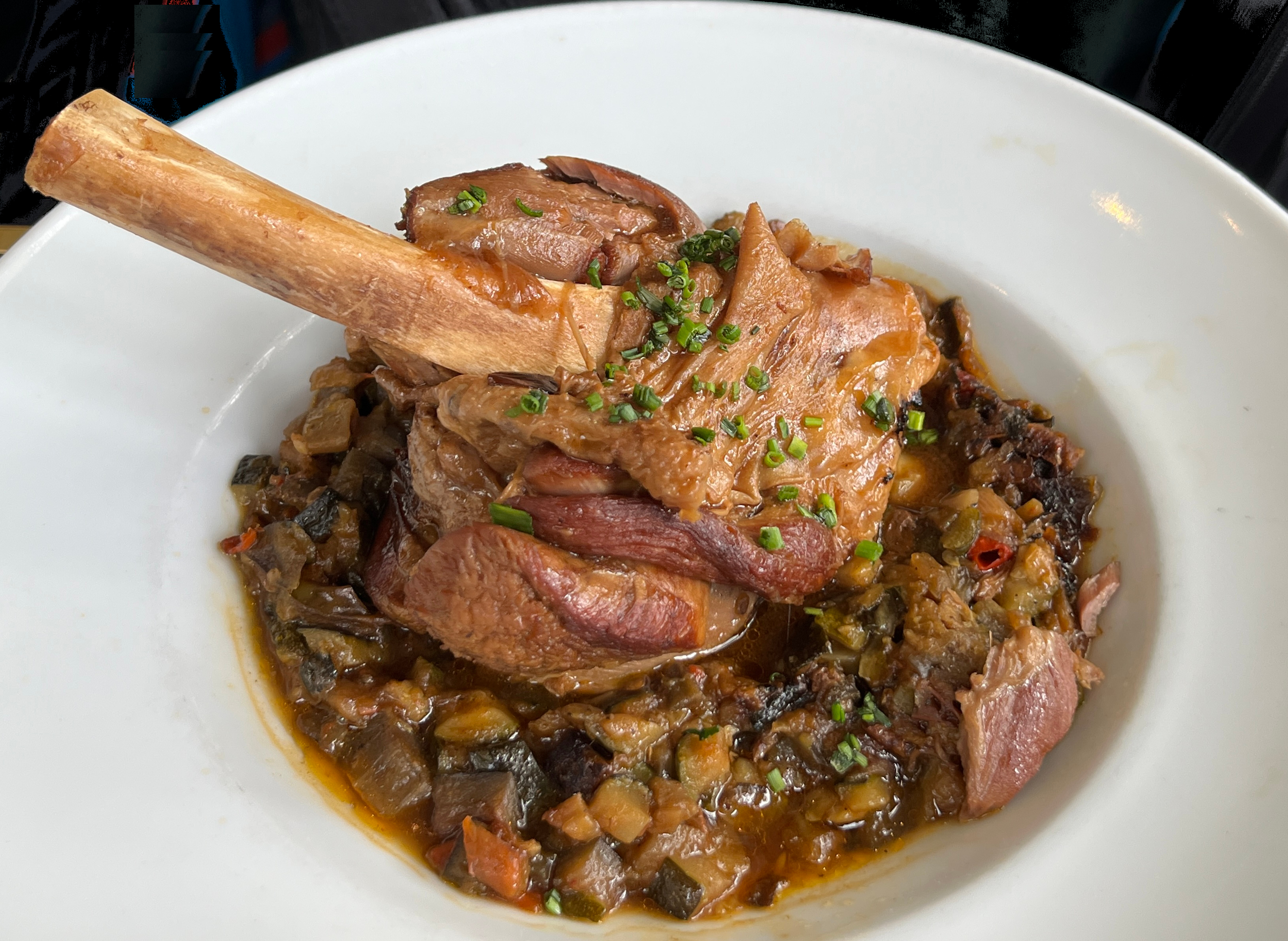
Pernil de Cordeiro

O pernil é a parte mais delgada da perna dos animais, também a parte mais fina da perna de alguns animais. O Pernil é considerado no Brasil a coxa de quadrúpede comestível.

## Na gastronomia
O Pernil Suíno é muito apreciado assado inteiro, especialmente na ceia de Natal e no Ano Novo no Brasil e em outros países da América Latina. Apesar do peru ser mais tradicional, o pernil suíno está crescendo muito em popularidade no Brasil, possivelmente pelo costume dos brasileiros com a carne de porco e pela dificuldade do preparo do peru. O sanduíche de pernil também é popular no Brasil, existindo até lanchonetes especializadas nele.